# Radeon RX 6000 (серія відеокарт)
Radeon RX 6000 (також відома під назвою Big Navi) — серія відеокарт, вироблених Radeon Technologies Group, структурним підрозділом компанії AMD. Відеокарти засновані на новій архітектурі RDNA 2 . Анонс серії відбувся 28 жовтня 2020 року. і є наступником серії Radeon RX 5000. У лінійку входять RX 6500 XT, RX 6600, RX 6600 XT, RX 6700 XT, RX 6800, RX 6800 XT і RX 6900 XT для настільних комп’ютерів, а також RX 6600M, RX 6700M і RX 6800M для ноутбуків.
Лінійка розроблена, щоб конкурувати з картами серії GeForce 30 від Nvidia. Це перша серія графічних карт AMD з підтримкою трасування променів.

## Історія
14 вересня 2020 року AMD вперше представила фізичний дизайн своєї серії RX 6000 через твіт, опублікований у Twitter. У той же час компанія запустила віртуальний острів у відеогрі Fortnite, який містив масштабне відтворення апаратного дизайну RX 6000, який гравці могли вільно досліджувати, використовуючи режим «Творчий» у грі.
AMD офіційно представила перші три карти лінійки, RX 6800, RX 6800 XT і RX 6900 XT, на події під назвою «Where Gaming Begins: Ep. 2» 28 жовтня. У цій події AMD оголосила RX 6800 XT як свій флагманський графічний процесор, порівнявши його продуктивність з відеокартою Nvidia RTX 3080 в іграх з роздільною здатністю 1440p і 4K. 6800 XT було анонсовано з ціною 649 доларів США, що на 50 доларів нижче, ніж стартова ціна RTX 3080 у 699 доларів США. Потім AMD представила RX 6800 як конкурента попереднього покоління RTX 2080 Ti від Nvidia, але зі значно нижчою ціною в 579 доларів, порівняно з 999 доларів за 2080 Ti. Нарешті, AMD представила RX 6900 XT як свою топ-карту в лінійці, стверджуючи, що вона забезпечує подібну продуктивність до RTX 3090 від Nvidia, але з меншим енергоспоживанням, і оголосила стартову ціну в 999 доларів, що на 500 доларів дешевше, ніж RTX 3090.
Radeon RX 6800 і 6800 XT були випущені 18 листопада 2020 року, а RX 6900 XT — 8 грудня 2020 року.
3 лютого 2021 року компанія Gigabyte зареєструвала в Євразійській економічної комісії (ЄЕС) серію відеокарт RX 6700 XT, у якій зазначено, що всі сім зареєстрованих моделей будуть поставлятися з 12 ГБ пам’яті. 3 березня 2021 року AMD офіційно анонсувала відеокарту RX 6700 XT, яка буде конкурувати з картами Nvidia RTX 3060 Ti і 3070. Картка випущена 18 березня 2021 року.
31 травня 2021 року AMD анонсувала серію графічних процесорів RX 6000M, призначених для ноутбуків. До них належать RX 6600M, RX 6700M та RX 6800M. Вони стали доступними з 1 червня.
23 червня Gigabyte зареєструвала шість відеокарт RX 6600 XT в ЄЕС, вказуючи, що всі вони будуть мати 8 ГБ пам'яті. Це сталося трохи більше ніж через місяць після того, як ASRock подала подібні документи для RX 6600 і 6600 XT, в яких зазначено 8 ГБ пам’яті для обох моделей. 5 липня VideoCardz виявив, що тайванський продавець відеокарт PowerColor вже створив сторінки продуктів для неоголошених графічних процесорів Radeon 6600 і 6600 XT.
30 липня AMD заявила про графічні процесори RX 6600 і 6600 XT, які пізніше були випущені 11 серпня 2021 року. RX 6600 XT доступний за ціною 379 доларів США.

## Проблема з доступністю
Подібно до конкуруючої серії GeForce 30 від Nvidia, на випуску були розпродані майже відразу, через поєднання низьких запасів і скальпінг-ботів.

### RX 6800 і 6800 XT
RX 6800 і 6800 XT були випущені 18 листопада 2020 року, але через низьку кількість на складі вони були розпродані у більшості роздрібних продавців того ж дня.  Американський роздрібний продавець Micro Center обмежив усі продажі лише в магазинах, стверджуючи, що запаси «будуть надзвичайно обмежені на момент запуску». PCMag повідомила, що запаси для обох карт на Newegg були розпродані ще о 6:05 ранку за тихоокеанським стандартним часом, і ці запаси були недоступні на вебсайті власного магазину AMD до 6:11 ранку. Роздрібний продавець B&H Photo Video категорично відмовився приймати замовлення на відеокарти, частково заявивши, що «ми не знаємо і тому не можемо надати дату чи час, коли ці продукти стануть доступними для покупки»."
Повідомляється, що скальпери перепродавали графічні процесори на eBay приблизно за 1000-1500 доларів США, що приблизно вдвічі перевищує початкову ціну запуску. Деякі розчаровані користувачі соціальних мереж намагалися зірвати аукціони, використовуючи ботів, щоб робити фальшиві ставки на перекуплені графічні процесори за абсурдними цінами; в одному випадку на аукціоні RX 6800 XT ставки сягали 70 000 доларів США.

### RX 6900 XT
RX 6900 XT був випущений 8 грудня 2020 року, як і RX 6800, як і 6800 XT, він був розпроданий в той же день, коли був випущений. Згідно з PCMag, о 6:02 ранку за тихоокеанським стандартним часом, лише через дві хвилини після того, як він надійшов у продаж, на Newegg його було зазначено як немає в наявності. Вебсайт магазину AMD, намагаючись не відставати від великої кількості відвідувачів, які намагалися купити відеокарту, постійно відображав помилку "503 сервіс тимчасово недоступний"; до 6:35 ранку було розпродано.

## Модельний ряд

### Настільні моделі
| Модель (кодове ім'я)        | Дата виходу і ціна         | Архітектура і техпроцес | Транзистори і площа ядра | Ядро                  | Ядро          | Швидкість заповнення | Швидкість заповнення | GFLOPS        | GFLOPS        | GFLOPS      | Infinity Cache | Infinity Cache             | Пам'ять | Пам'ять                    | Пам'ять       | Пам'ять        | TDP (Вт) | Інтерфейс вводу-виводу |
| Модель (кодове ім'я)        | Дата виходу і ціна         | Архітектура і техпроцес | Транзистори і площа ядра | Конфігурація          | Частота (МГц) | ГТ/с                 | ГП/с                 | Половина      | Одинарна      | Подвійна    | Об'єм          | Пропускна здатність (Гб/с) | Об'єм   | Пропускна здатність (Гб/с) | Тип і ширина  | Частота (МТ/с) | TDP (Вт) | Інтерфейс вводу-виводу |
| --------------------------- | -------------------------- | ----------------------- | ------------------------ | --------------------- | ------------- | -------------------- | -------------------- | ------------- | ------------- | ----------- | -------------- | -------------------------- | ------- | -------------------------- | ------------- | -------------- | -------- | ---------------------- |
| Radeon RX 6400 (Navi 24)    | 19 січня 2022              | RDNA 2 TSMC N6          | 5.4×109 107 мм2          | 768:48:32:12 12 CU    | 2039 2321     | 97.8 111.4           | 65.3 74.3            | 6,260 7,130   | 3,133 3,570   | 195.9 223.1 | 16 МБ          | 416                        | 4 ГБ    | 128                        | GDDR6 64-біт  | 16000          | 53       | PCIe 4.0 ×4            |
| Radeon RX 6500 XT (Navi 24) | 19 січня 2022 $199 USD     | RDNA 2 TSMC N6          | 5.4×109 107 мм2          | 1024:64:32:16 16 CU   | 2610 2815     | 167.1 180.2          | 83.5 90.1            | 10,690 11,530 | 5,350 5,770   | 334.3 360.6 | 16 МБ          | 416                        | 4 ГБ    | 144                        | GDDR6 64-біт  | 18000          | 107      | PCIe 4.0 ×4            |
| Radeon RX 6600 (Navi 23)    | 13 жовтня 2021 $329 USD    | RDNA 2 TSMC 7FF         | 11.06×109 237 мм2        | 1792:112:64:28 28 CU  | 1626 2491     | 228.9 279            | 104.1 159.4          | 14,654 17,860 | 7,325 8,928   | 457.8 558.0 | 32 МБ          | 832                        | 8 ГБ    | 224                        | GDDR6 128-біт | 14000          | 132      | PCIe 4.0 ×8            |
| Radeon RX 6600 XT (Navi 23) | 11 серпня 2021 $379 USD    | RDNA 2 TSMC 7FF         | 11.06×109 237 мм2        | 2048:128:64:32 32 CU  | 1968 2589     | 251.9 331.4          | 126.0 165.7          | 16,122 21,209 | 8,061 10,605  | 503.8 662.8 | 32 МБ          | 832                        | 8 ГБ    | 256                        | GDDR6 128-біт | 16000          | 160      | PCIe 4.0 ×8            |
| Radeon RX 6700 XT (Navi 22) | 18 березня 2021 $479 USD   | RDNA 2 TSMC 7FF         | 17.2×109 335 мм2         | 2560:160:64:40 40 CU  | 2321 2581     | 371.4 413            | 148.5 165.2          | 23,767 26,429 | 11,884 13,215 | 742.7 825.9 | 96 МБ          | 1248                       | 12 ГБ   | 384                        | GDDR6 192-біт | 16000          | 230      | PCIe 4.0 ×16           |
| Radeon RX 6800 (Navi 21)    | 18 листопада 2020 $579 USD | RDNA 2 TSMC 7FF         | 26.8×109 519.8 мм2       | 3840:240:96:60 60 CU  | 1700 2105     | 408 505.2            | 163.2 202.1          | 26,112 32,333 | 13,056 16,166 | 816 1,010   | 128 МБ         | 1664                       | 16 ГБ   | 512                        | GDDR6 256-bit | 16000          | 250      | PCIe 4.0 ×16           |
| Radeon RX 6800 XT (Navi 21) | 18 листопада 2020 $649 USD | RDNA 2 TSMC 7FF         | 26.8×109 519.8 мм2       | 4608:288:128:72 72 CU | 1825 2250     | 525.6 648            | 233.6 288            | 33,638 41,472 | 16,819 20,736 | 1,051 1,296 | 128 МБ         | 1664                       | 16 ГБ   | 512                        | GDDR6 256-bit | 16000          | 300      | PCIe 4.0 ×16           |
| Radeon RX 6900 XT (Navi 21) | 8 грудня 2020 $999 USD     | RDNA 2 TSMC 7FF         | 26.8×109 519.8 мм2       | 5120:320:128:80 80 CU | 1825 2250     | 584 720              | 233.6 288            | 37,376 46,080 | 18,688 23,040 | 1,168 1,440 | 128 МБ         | 1664                       | 16 ГБ   | 512                        | GDDR6 256-bit | 16000          | 300      | PCIe 4.0 ×16           |

1. 1 2 3  Значення підсилене (якщо є) наведено під базовим значенням курсивом.
2. ↑  Швидкість заповнення текстури розраховується як кількість блоків відображення текстури, помножена на базову (або прискорюючу) тактову частоту ядра.
3. ↑  Швидкість заповнення пікселів розраховується як кількість вихідних одиниць візуалізації, помножена на базову (або прискорюючу) тактову частоту ядра.
4. ↑  Точна продуктивність розраховується на основі базової (або розширеної) тактової частоти ядра на основі операції FMA.
5. ↑  Уніфіковані шейдери : Текстурні блоки : Блоки растеризації : Прискорювачі променів і Обчислювальні одиниці (CU)

### Мобільні виокремлені відеочіпи
| Модель (кодове ім'я)         | Дата виходу   | Архітектура і техпроцес | Транзистори і площа ядра | Ядро                 | Ядро          | Швидкість заповнення | Швидкість заповнення | GFLOPS   | GFLOPS   | GFLOPS   | Infinity Cache | Infinity Cache             | Пам'ять | Пам'ять                    | Пам'ять       | Пам'ять        | TDP (Вт) | Інтерфейс вводу-виводу |
| Модель (кодове ім'я)         | Дата виходу   | Архітектура і техпроцес | Транзистори і площа ядра | Конфігурація         | Частота (МГц) | ГТ/с                 | ГП/с                 | Половина | Одинарна | Подвійна | Об'єм          | Пропускна здатність (Гб/с) | Об'єм   | Пропускна здатність (Гб/с) | Тип і ширина  | Частота (МТ/с) | TDP (Вт) | Інтерфейс вводу-виводу |
| ---------------------------- | ------------- | ----------------------- | ------------------------ | -------------------- | ------------- | -------------------- | -------------------- | -------- | -------- | -------- | -------------- | -------------------------- | ------- | -------------------------- | ------------- | -------------- | -------- | ---------------------- |
| Radeon RX 6300M (Navi 24)    | 4 січня 2022  | RDNA 2 TSMC N6          | 5.4×109 107 мм2          | 768:64:32:12 12 CU   | 1512          | 97.9                 | ?                    | 6,270    | 3,130    | ?        | 8 MB           | 208                        | 2 ГБ    | 107.8                      | GDDR6 32-біт  | 18000          | 25       | PCIe 4.0 ×4            |
| Radeon RX 6500M (Navi 24)    | 4 січня 2022  | RDNA 2 TSMC N6          | 5.4×109 107 мм2          | 1024:64:32:16 16 CU  | 2191          | 155.7                | ?                    | 9,970    | 4,980    | ?        | 16 MB          | 416                        | 4 ГБ    | 128                        | GDDR6 64-біт  | 16000          | 50       | PCIe 4.0 ×4            |
| Radeon RX 6600S (Navi 23)    | 4 січня 2022  | RDNA 2 TSMC N7          | 11.06×109 237 мм2        | 1792:128:64:28 28 CU | 1881          | 244.2                | ?                    | 15,630   | 7,810    | ?        | 32 МБ          | 832                        | 4 ГБ    | 224                        | GDDR6 128-біт | 14000          | 80       | PCIe 4.0 ×8            |
| Radeon RX 6700S (Navi 23)    | 4 січня 2022  | RDNA 2 TSMC N7          | 11.06×109 237 мм2        | 1792:128:64:28 28 CU | 1890          | 247.5                | ?                    | 15,840   | 7,920    | ?        | 32 МБ          | 832                        | 8 ГБ    | 224                        | GDDR6 128-біт | 14000          | 100      | PCIe 4.0 ×8            |
| Radeon RX 6600M (Navi 23)    | 1 червня 2021 | RDNA 2 TSMC N7          | 11.06×109 237 мм2        | 1792:128:64:28 28 CU | 2177          | 279                  | 139.3                | 17,550   | 7,800    | ?        | 32 МБ          | 832                        | 8 ГБ    | 224                        | GDDR6 128-біт | 14000          | 100      | PCIe 4.0 ×8            |
| Radeon RX 6650M (Navi 23)    | 4 січня 2022  | RDNA 2 TSMC N7          | 11.06×109 237 мм2        | 1792:128:64:28 28 CU | 2222          | 276.64               | 139.3                | 17,700   | 8,850    | ?        | 32 МБ          | 832                        | 8 ГБ    | 256                        | GDDR6 128-біт | 16000          | 120      | PCIe 4.0 ×8            |
| Radeon RX 6800S (Navi 23)    | 4 січня 2022  | RDNA 2 TSMC N7          | 11.06×109 237 мм2        | 2048:128:64:32 32 CU | 1975          | 288                  | 134.4                | 18,430   | 9,220    | ?        | 32 МБ          | 832                        | 8 ГБ    | 256                        | GDDR6 128-біт | 16000          | 100      | PCIe 4.0 ×8            |
| Radeon RX 6650M XT (Navi 23) | 4 січня 2022  | RDNA 2 TSMC N7          | 11.06×109 237 мм2        | 2048:128:64:32 32 CU | 2162          | 311.15               | 139.3                | 19,940   | 9,970    | ?        | 32 МБ          | 832                        | 8 ГБ    | 256                        | GDDR6 128-біт | 16000          | 120      | PCIe 4.0 ×8            |
| Radeon RX 6700M (Navi 22)    | 1 червня 2021 | RDNA 2 TSMC N7          | 17.2×109 335 мм2         | 2304:144:64:32 36 CU | 2300          | 331.4                | 147.2                | 21,209   | 10,605   | ?        | 80 МБ          | 1248                       | 10 ГБ   | 320                        | GDDR6 160-біт | 16000          | 135      | PCIe 4.0 ×16           |
| Radeon RX 6800M (Navi 22)    | 1 червня 2021 | RDNA 2 TSMC N7          | 17.2×109 335 мм2         | 2560:160:64:40 40 CU | 2300          | 413                  | 147.2                | 23,550   | 11,780   | ?        | 96 МБ          | 1248                       | 12 ГБ   | 384                        | GDDR6 192-біт | 16000          | 145+     | PCIe 4.0 ×16           |
| Radeon RX 6850M XT (Navi 22) | 4 січня 2022  | RDNA 2 TSMC N7          | 17.2×109 335 мм2         | 2560:160:64:40 40 CU | 2463          | 415.6                | 157.6                | 26,430   | 13,210   | ?        | 96 МБ          | 1248                       | 12 ГБ   | 432                        | GDDR6 192-біт | 18000          | 165      | PCIe 4.0 ×16           |

1. 1 2 3  Значення підсилене (якщо є) наведено під базовим значенням курсивом.
2. ↑  Швидкість заповнення текстури розраховується як кількість блоків відображення текстури, помножена на базову (або прискорюючу) тактову частоту ядра.
3. ↑  Швидкість заповнення пікселів розраховується як кількість вихідних одиниць візуалізації, помножена на базову (або прискорюючу) тактову частоту ядра.
4. ↑  Точна продуктивність розраховується на основі базової (або розширеної) тактової частоти ядра на основі операції FMA.
5. ↑  Уніфіковані шейдери : Текстурні блоки : Блоки растеризації : Прискорювачі променів і Обчислювальні одиниці (CU)